# Аби, Шарль
Шарль Ната́н Аби́ (фр. Charles Nathan Abi; родился 12 апреля 2000, Клермон-Ферран) — французский футболист, нападающий швейцарского клуба «Лозанна Уши».

## Клубная карьера
Воспитанник «Сент-Этьена». 25 апреля 2018 года Шарль подписал свой первый профессиональный контракт с клубом. 16 декабря 2018 года дебютировал в основном составе «Сент-Этьена» в матче французской Лиги 1 (высшего дивизиона чемпионата Франции) против «Ниццы».

## Карьера в сборной
4 февраля 2016 года Аби дебютировал в составе сборной Франции до 16 лет в игре против сборной Нидерландов. 7 февраля 2018 года сыграл свой первый матч за сборную Франции до 18 лет. 4 сентября 2018 года дебютировал за сборную Франции до 19 лет в игре против сборной Словении.